# Exyrias
Exyrias és un gènere de peixos marins de la família dels gòbids i de l'ordre dels perciformes.

## Distribució geogràfica
Es troba als oceans Índic i Pacífic.

## Taxonomia
- Exyrias akihito (Allen & Randall, 2005)[3]
- Exyrias belissimus (Smith, 1959)[4]
- Exyrias ferrarisi (Murdy, 1985)
- Exyrias puntang (Bleeker, 1851)[5][6][7][8][9][10]